# POP UP!
POP UP!（ポップ アップ）は、J-WAVEのラジオ番組。2015年4月1日放送開始、2017年3月30日終了。

## 概要
「旬なネタを毎日あなたに」をキャッチコピーに、さまざまなジャンルのトピックなどを紹介している。また前番組『I A.M.』から一部コーナーを引き継いでいる。

## ナビゲーター
岡田マリア

## 放送時間
月曜-木曜日、9:00-11:30

## 主なコーナー
- 9:20 J'S RESEARCH

さまざまなジャンルの流行の品物などをピックアップして紹介する。
- 9:45 PIN UP

さまざまなジャンルの隠れたエピソードなどに注目しトピックスとして紹介する。
- 10:15 DHC BRIGHTEN UP YOUR DAYS

美と健康に関するトピックを紹介。
- 10:34 antenna* CAFE TALK 〜COMMUNE813〜

毎週2組のゲストによるトークを放送する。後日、J-WAVEのYouTubeチャンネルでアーカイブが公開される。
- 10:53 CHECK THE HOT100[3]

クリス・ペプラーがナビゲートするTOKIO HOT 100の今週分のダイジェストを送る。
- 11:10 7-ELEVEV GOURMET-3

グルメ関連のトピックスを紹介する。